# Linn County (Iowa)
Das Linn County ist ein County im Osten des US-amerikanischen Bundesstaates Iowa. Das U.S. Census Bureau hat bei der Volkszählung 2020 eine Einwohnerzahl von 230.299 und eine Bevölkerungsdichte von 123,9 Einwohnern pro Quadratkilometer ermittelt. Der Verwaltungssitz (County Seat) ist Cedar Rapids, benannt nach dem Cedar River, der durch das County fließt und in den 1840er Jahren die Säge- und Getreidemühlen angetrieben hat.
Das Linn County ist Bestandteil der Metropolregion um die Stadt Cedar Rapids.

## Geographie
Das County liegt im mittleren Osten von Iowa, ist etwa 60 km von Wisconsin und 80 km von Illinois im Osten entfernt und hat eine Fläche von 1877 Quadratkilometern, wovon 18 Quadratkilometer Wasserfläche sind. Es grenzt an folgende Nachbarcountys:
| Buchanan County |                | Delaware County |
| Benton County   |                | Jones County    |
| Iowa County     | Johnson County | Cedar County    |

## Geschichte

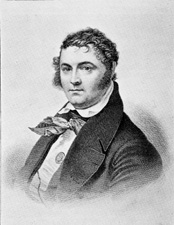
Lewis F. Linn

Das Linn County wurde am 21. Dezember 1837 auf dem Gebiet des früheren Wisconsin-Territoriums gebildet. Benannt wurde es nach Lewis F. Linn (1796–1843), einem US-Senator aus Missouri (1833–1843).

Der erste Sitz der Countyverwaltung war in Marion. Bereits 1855 kam es zu Debatten, den Sitz in das schnell wachsende Cedar Rapids zu verlegen. In den Folgejahren wurde die Forderung heftiger, vor allen, da Cedar Rapids seit 1859 einen Eisenbahnanschluss hatte und ein wichtiges Handelszentrum im Osten Iowas geworden war. 1919 kamen dann genug Stimmen zusammen, um den County Seat nach Cedar Rapids zu verlegen.

## Demografische Daten
Nach der Volkszählung im Jahr 2010 lebten im Linn County 211.226 Menschen in 85.576 Haushalten. Die Bevölkerungsdichte betrug 113,6 Einwohner pro Quadratkilometer.
Ethnisch betrachtet setzte sich die Bevölkerung zusammen aus 90,8 Prozent Weißen, 4,0 Prozent Afroamerikanern, 0,3 Prozent amerikanischen Ureinwohnern, 1,8 Prozent Asiaten sowie aus anderen ethnischen Gruppen; 2,3 Prozent stammten von zwei oder mehr Ethnien ab. Unabhängig von der ethnischen Zugehörigkeit waren 2,6 Prozent der Bevölkerung spanischer oder lateinamerikanischer Abstammung.
In den 85.576 Haushalten lebten statistisch je 2,33 Personen.
24,5 Prozent der Bevölkerung waren unter 18 Jahre alt, 62,5 Prozent waren zwischen 18 und 64 und 13,0 Prozent waren 65 Jahre oder älter. 50,8 Prozent der Bevölkerung war weiblich.

Das jährliche Durchschnittseinkommen eines Haushalts lag bei 53.700 USD. Das Prokopfeinkommen betrug 28.045 USD. 9,5 Prozent der Einwohner lebten unterhalb der Armutsgrenze.

## Ortschaften im Linn County
Citys
| - Alburnett - Bertram - Cedar Rapids - Center Point - Central City - Coggon | - Ely - Fairfax - Hiawatha - Lisbon - Marion - Mount Vernon | - Palo - Prairieburg - Robins - Springville - Walford 1 - Walker |

Unincorporated Communities
| - Covington - Indian Creek - Midway - Monti | - Paralta - Paris - Sutliff - Toddville | - Troy Mills - Viola - Waubeek - Whittier |

1 – teilweise im Benton County

## Gliederung
Das Linn County ist in 19 Townships eingeteilt:
| Township          | Einwohner (2010) | FIPS     |
| ----------------- | ---------------- | -------- |
| Bertram Township  | 2387             | 19-90228 |
| Boulder Township  | 575              | 19-90312 |
| Brown Township    | 2095             | 19-90360 |
| Buffalo Township  | 486              | 19-90390 |
| Clinton Township  | 871              | 19-90739 |
| College Township  | 785              | 19-90774 |
| Fairfax Township  | 3533             | 19-91269 |
| Fayette Township  | 1267             | 19-91326 |
| Franklin Township | 7330             | 19-91410 |
| Grant Township    | 1376             | 19-91671 |

| Township              | Einwohner (2010) | FIPS     |
| --------------------- | ---------------- | -------- |
| Jackson Township      | 1535             | 19-92142 |
| Linn Township         | 796              | 19-92649 |
| Maine Township        | 1762             | 19-92796 |
| Marion Township       | 38.947           | 19-92859 |
| Monroe Township       | 13.020           | 19-92976 |
| Otter Creek Township  | 1483             | 19-93237 |
| Putnam Township       | 2423             | 19-93525 |
| Spring Grove Township | 860              | 19-93987 |
| Washington Township   | 3369             | 19-94527 |

Die Stadt Cedar Rapids ist keiner Township angehörig.